# Li Qinglong
Li Qinglong  (chiń. 李庆龙; ur. w sierpniu 1962 w Dingyuan, prowincja Anhui) – chiński pilot wojskowy,  tajkonauta.
- 1987 – ukończył Wyższą Szkołę Wojsk Rakietowych Chińskiej Armii Ludowo-Wyzwoleńczej, a następnie Wyższą Szkołę Lotniczą Chińskiej Armii Ludowo-Wyzwoleńczej[2].

- 19 listopada 1996 – grudzień 1997 – Li Qinglong oraz Wu Jie[2] przeszli w Centrum Wyszkolenia Kosmonautów im. J. Gagarina pod Moskwą specjalne szkolenie[1].

- W styczniu 1998 został wybrany do pierwszej grupy chińskich astronautów (Chiny grupa 1) przewidzianych do lotów załogowych na statkach kosmicznych typu Shenzhou[1][2]. Został w niej (podobnie jak Wu Jie), z uwagi na posiadane przeszkolenie, instruktorem[2].

Miał polecieć w kosmos w 2003 jako pierwszy chiński astronauta, ostatecznie jednak jako pierwszy poleciał Yang Liwei.
Jako pilot wylatał ponad 1300 godzin.